# 翅枝马蓝
翅枝马蓝（学名：Pteracanthus alatiramosus）为爵床科马蓝属下的一个种。

## 扩展阅读
維基物種上的相關：翅枝马蓝